# أليسون ديسارت
أليسون ديسارت هو قاضي ومحامي وسياسي كندي، ولد في 22 مارس 1880 في Cocagne ‏ في كندا، وتوفي في 8 ديسمبر 1962 في مونكتون في كندا. نشط حزبياً في الجمعية الليبرالية لنيو برونزويك ‏. وقد انتخب Speaker of the Legislative Assembly of New Brunswick ‏ (1921 – 1925) وانتخب عضو الجمعية التشريعية لنيو برونزويك ‏ (24 فبراير 1917 – 13 مارس 1940) وانتخب Premier of New Brunswick ‏ (16 يوليو 1935 – 13 مارس 1940).